# La Arribada

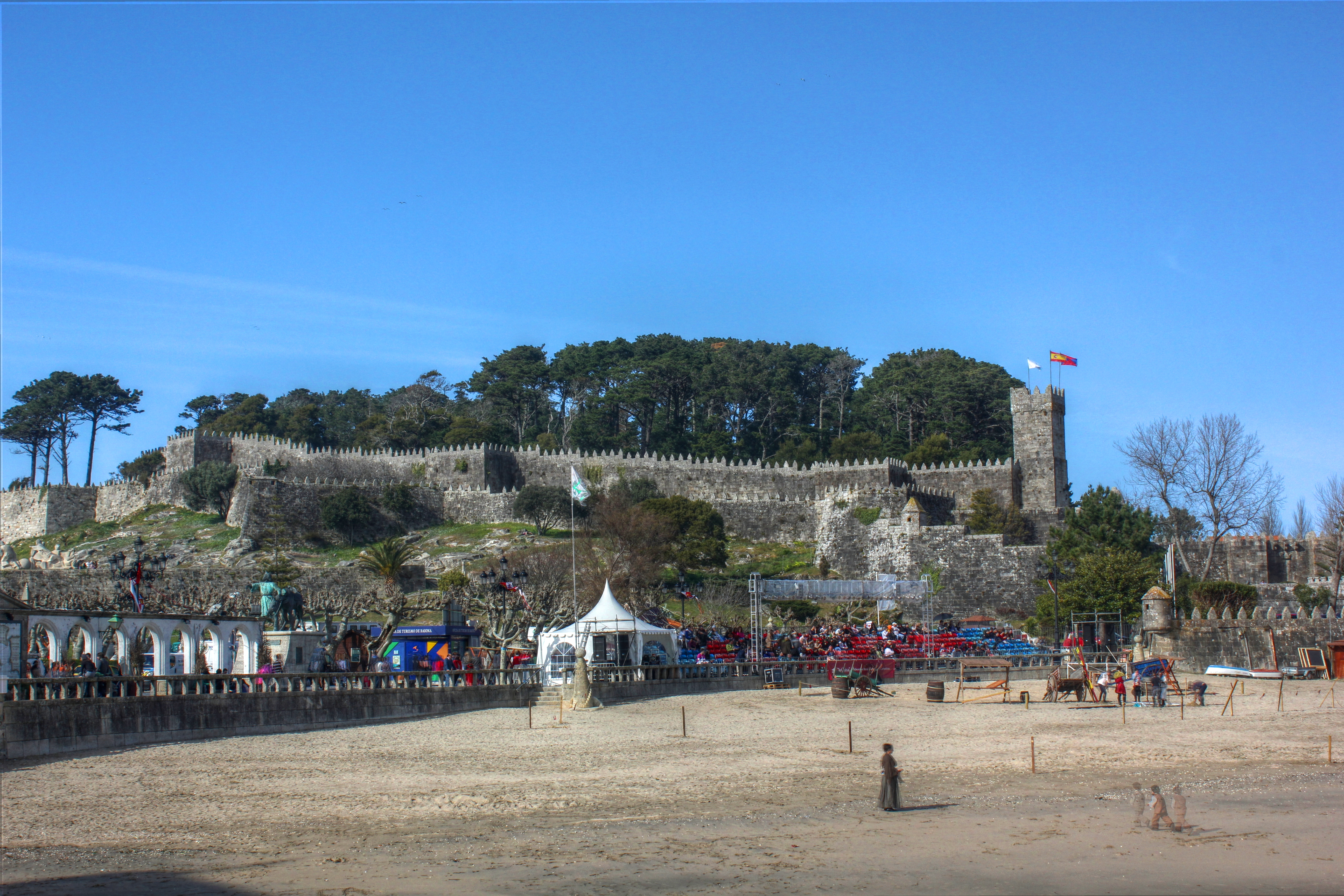

La Arribada es una fiesta que se celebra en Bayona (provincia de Pontevedra, Galicia, España), con motivo de la llegada de Martín Alonso Pinzón a esa villa el 1 de marzo de 1493 tras el descubrimiento de América.

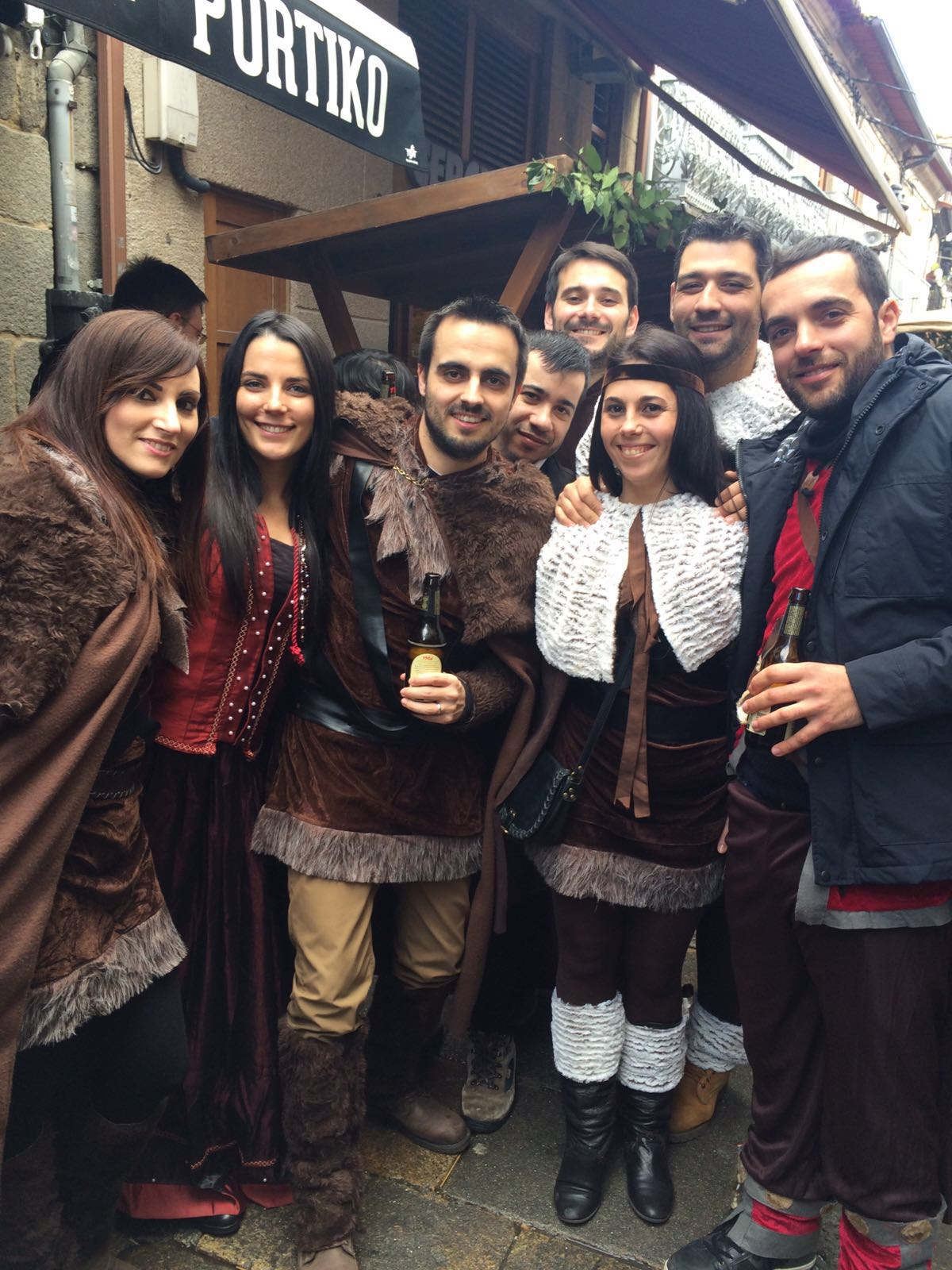
Grupo de amigos caracterizados disfrutando de la fiesta

La fecha de la fiesta varía cada año y se celebra el primer sábado o domingo de marzo. Si el día 1 de marzo fuera domingo, se celebra ese mismo fin de semana, siendo el sábado 28 o 29 de febrero dependiendo de si el año es bisiesto. Está catalogada desde 2015 como fiesta de interés turístico internacional y acoge cada año unos 30 000 visitantes, cifra que va en aumento.